# Puerta de los Asesinos

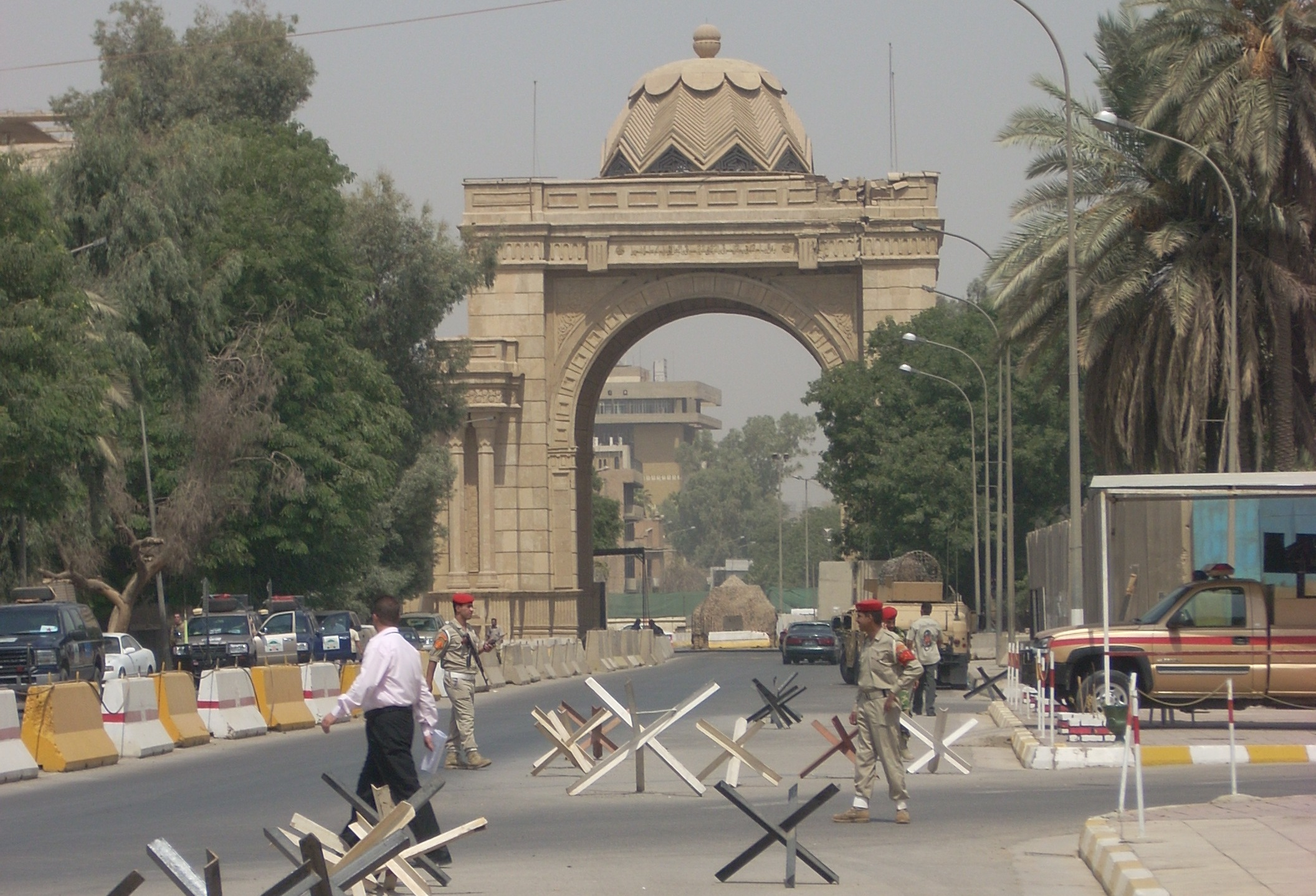
Vista de la Puerta de los Asesinos.

La Puerta de los Asesinos es uno de los cuatro principales puntos de entrada a la Zona Verde (Bagdad), Irak. El nombre surgió a partir de idea inicial de proporcionar seguridad a la puerta y no se refiere a un acontecimiento, ni tiene ningún significado iraquí. Es descrito como "un arco de piedra arenisca". Según la tradición local, Saddam Hussein quería trasladar la Cúpula de la Roca de Jerusalén a Irak, pero al ser incapaz de hacerlo, ordenó una réplica reducida de la Qubbat As-Sakhrah de Bagdad.